# هاري باك
هاري باك (بالإنجليزية: Harry Buck)‏ هو مدرب كرة سلة أمريكي، ولد في 25 نوفمبر 1884 في ليفربول في الولايات المتحدة، وتوفي في 24 يوليو 1943 في تشيناي في الهند.